# Leichtathletik-Weltmeisterschaften 2013/200 m der Männer

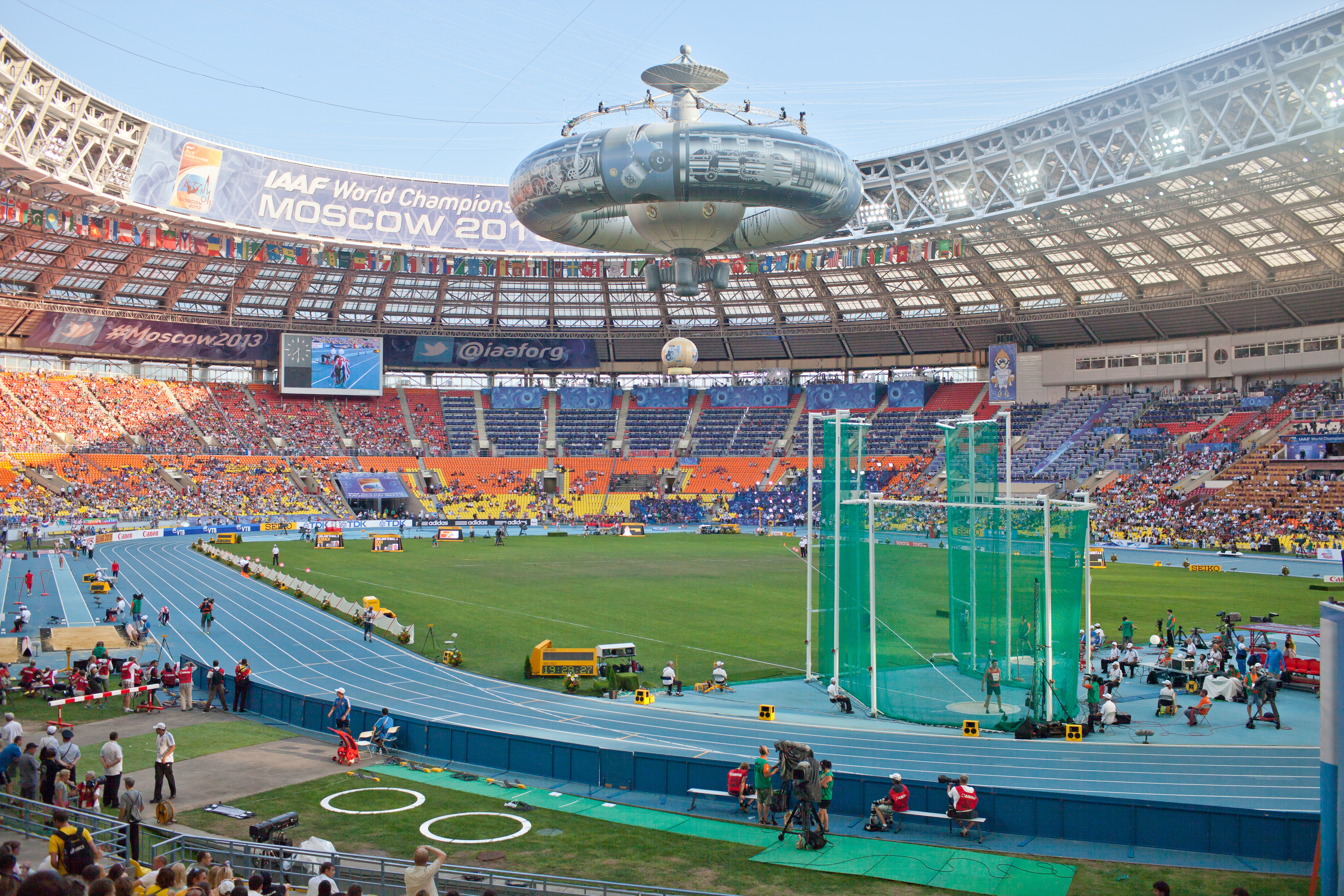
Das Olympiastadion Luschniki während der Weltmeisterschaften

Der 200-Meter-Lauf der Männer bei den Leichtathletik-Weltmeisterschaften 2013 wurde am 16. und 17. August 2013 im Olympiastadion Luschniki der russischen Hauptstadt Moskau ausgetragen.
In diesem Wettbewerb erreichten die jamaikanischen Sprinter einen Doppelsieg.

Seinen dritten WM-Titel in Folge auf dieser Distanz errang Usain Bolt, der dominierende Sprinter seiner Zeit. Er hatte über 100 und 200 Meter in London 2008 und Peking 2012 vier olympische Goldmedaillen gewonnen und war 2012 auch Olympiasieger mit der 4-mal-100-Meter-Staffel geworden. Bei Weltmeisterschaften hatte er außer seinen Siegen über 200 Meter auch 2009 und hier in Moskau über 100 Meter triumphiert und hatte darüber hinaus mit der Sprintstaffel 2009 und 2011 Gold gewonnen, was ihm hier am Schlusstag ein weiteres Mal gelang.

Vizeweltmeister wurde der Olympiadritte von 2012 Warren Weir.

Bronze ging an den US-Amerikaner Curtis Mitchell.

## Bestehende Rekorde
| Weltrekord               | 19,19 s | Usain Bolt | WM 2009 in Berlin, Deutschland | 20. August 2009 |
| Weltmeisterschaftsrekord | 19,19 s | Usain Bolt | WM 2009 in Berlin, Deutschland | 20. August 2009 |

Der bestehende WM-Rekord wurde bei diesen Weltmeisterschaften nicht eingestellt und nicht verbessert.
Es wurden eine Weltjahresbestleistung und ein Landesrekord aufgestellt.
- Weltjahresbestleistung: 19,66 s –  Usain Bolt (Jamaika), Finale am 17. August bei einem Gegenwind von 0,3 m/s
- Landesrekord: 20,47 s –  Bruno Hortelano (Spanien), dritter Vorlauf am 16. August bei Windstille

## Doping
Der im Vorlauf ausgeschiedene Australier Joshua Ross erhielt eine zweijährige Sperre, nachdem er drei Doping-Tests versäumt hatte. Seine Resultate unter anderem von diesen Weltmeisterschaften über 200 Meter und mit der 4-mal-100-Meter-Staffel, die ihren Vorlauf nicht beendet hatte, wurden gestrichen.

## Vorrunde
Die Vorrunde wurde in sieben Läufen durchgeführt. Die ersten drei Athleten pro Lauf – hellblau unterlegt – sowie die darüber hinaus drei zeitschnellsten Läufer – hellgrün unterlegt – qualifizierten sich für das Halbfinale.

### Vorlauf 1

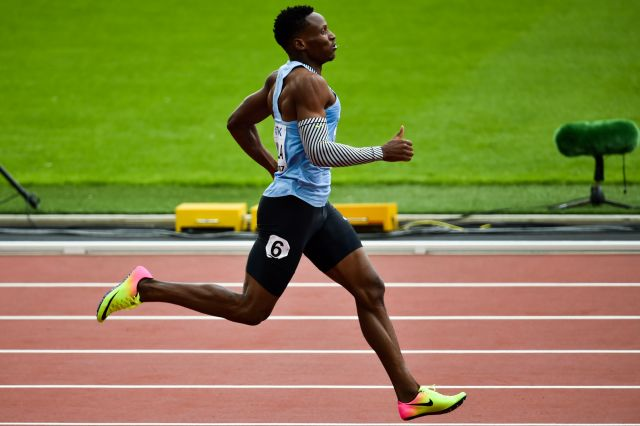
Isaac Makwala – ausgeschieden als Fünfter in 20,84 s
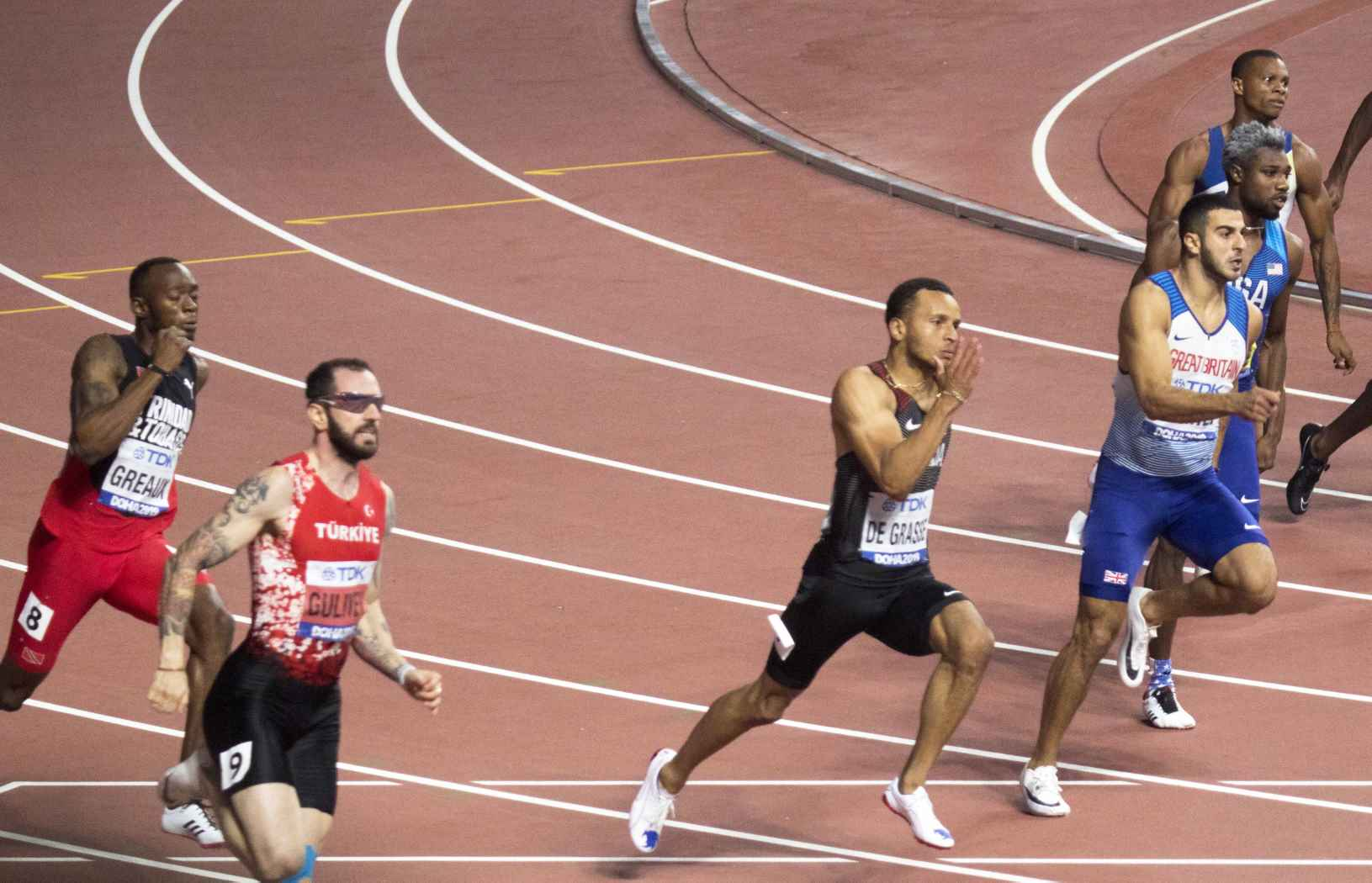
Kyle Greaux (ganz links im Jahr 2019) – ausgeschieden als Sechster in 20,89 s

16. August 2013, 10:35 Uhr
Wind: −0,4 m/s
| Platz | Name                        | Nation              | Zeit (s) |
| ----- | --------------------------- | ------------------- | -------- |
| 1     | Curtis Mitchell             | USA                 | 20,37    |
| 2     | Jaysuma Saidy Ndure         | Norwegen            | 20,44    |
| 3     | Serhij Smelyk               | Ukraine             | 20,52    |
| 4     | Lykourgos-Stefanos Tsakonas | Griechenland        | 20,55    |
| 5     | Isaac Makwala               | Botswana            | 20,84    |
| 6     | Kyle Greaux                 | Trinidad und Tobago | 20,89    |
| 7     | Hitjivirue Kaanjuka         | Namibia             | 21,33    |
| 8     | Neddy Marie                 | Seychellen          | 21,98    |

### Vorlauf 2

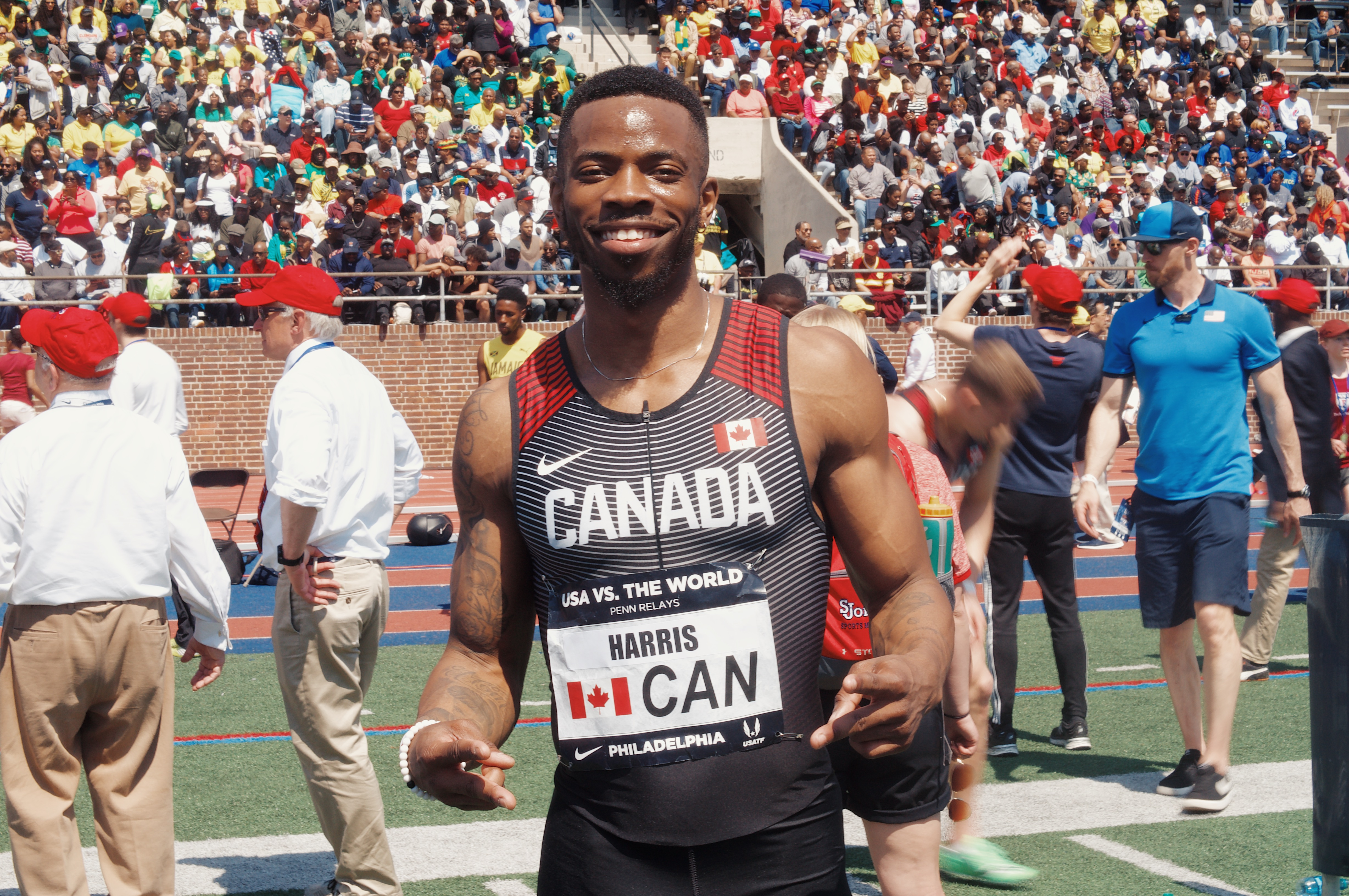
Tremaine Harris – ausgeschieden als Fünfter in 20,68 s
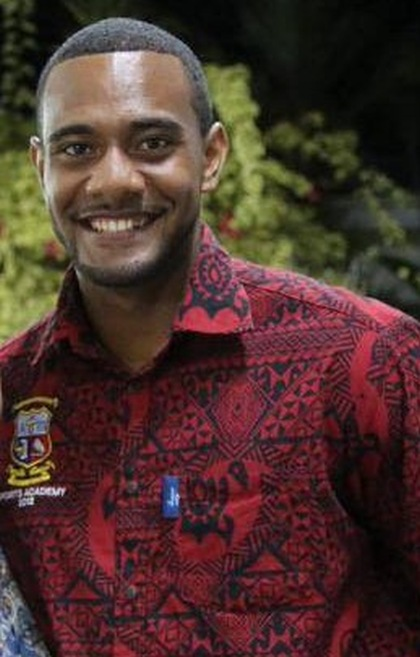
Ratu Banuve Tabakaucoro – ausgeschieden als Sechster in 21,27 s

16. August 2013, 10:42 Uhr
Wind: −0,2 m/s
| Platz | Name               | Nation      | Zeit (s) |
| ----- | ------------------ | ----------- | -------- |
| 1     | Anaso Jobodwana    | Südafrika   | 20,17    |
| 2     | Churandy Martina   | Niederlande | 20,37    |
| 3     | Mosito Lehata      | Lesotho     | 20,46    |
| 4     | Álex Quiñónez      | Ecuador     | 20,47    |
| 5     | Tremaine Harris    | Kanada      | 20,68    |
| 6     | Banuve Tabakaucoro | Fidschi     | 21,27    |
| 7     | Liaqat Ali         | Pakistan    | 21,90    |
| DOP   | Joshua Ross        | Australien  | 21,45    |

### Vorlauf 3

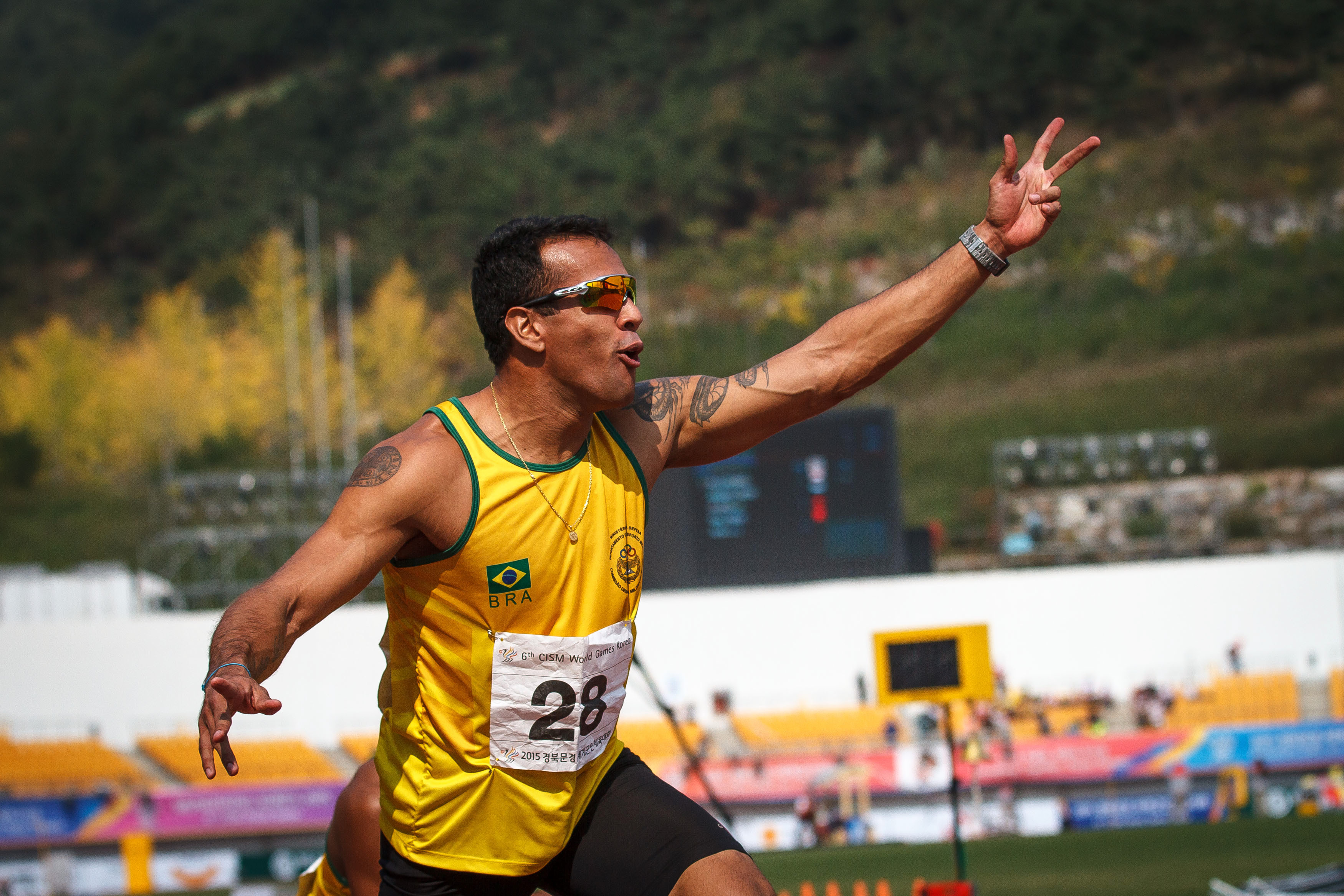
Bruno de Barros – ausgeschieden als Vierter in 20,60 s
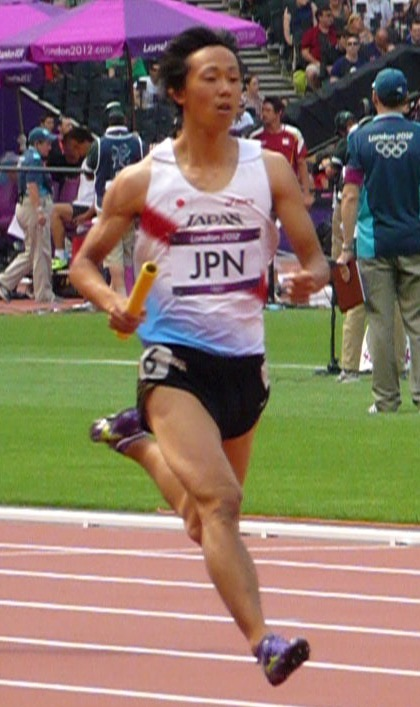
Kei Takase – ausgeschieden als Fünfter in 20,96 s

16. August 2013, 10:49 Uhr
Wind: ±0,0 m/s
| Platz | Name             | Nation              | Zeit (s) |
| ----- | ---------------- | ------------------- | -------- |
| 1     | Warren Weir      | Jamaika             | 20,34    |
| 2     | Bruno Hortelano  | Spanien             | 20,47 NR |
| 3     | Jimmy Vicaut     | Frankreich          | 20,50    |
| 4     | Bruno de Barros  | Brasilien           | 20,60    |
| 5     | Kei Takase       | Japan               | 20,96    |
| 6     | Lestrod Roland   | St. Kitts und Nevis | 21,37    |
| 7     | Mitchel Davis    | Dominica            | 21,99    |
| 8     | Bernardo Baloyes | Kolumbien           | 22,37    |

### Vorlauf 4

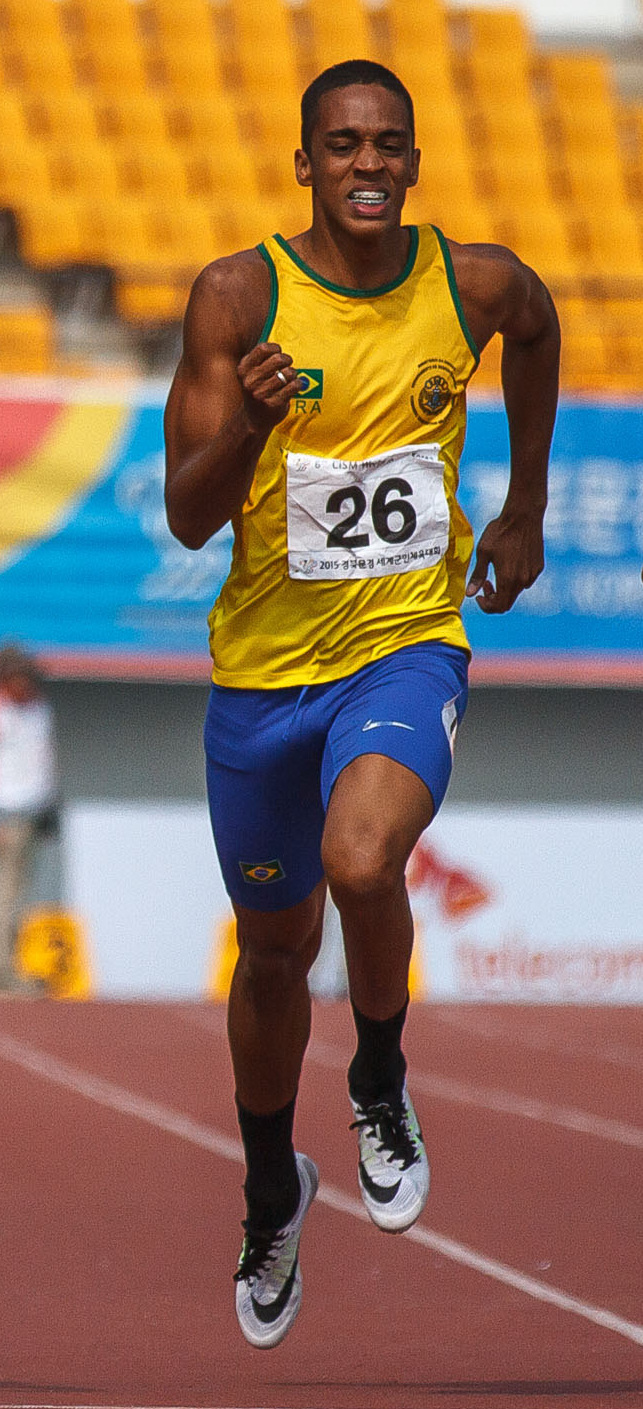
Aldemir da Silva Júnior – ausgeschieden als Vierter in 20,73 s

16. August 2013, 10:56 Uhr
Wind: −0,7 m/s
| Platz | Name                    | Nation              | Zeit (s) |
| ----- | ----------------------- | ------------------- | -------- |
| 1     | Alonso Edward           | Panama              | 20,45    |
| 2     | Nickel Ashmeade         | Jamaika             | 20,54    |
| 3     | Antoine Adams           | St. Kitts und Nevis | 20,56    |
| 4     | Aldemir da Silva Júnior | Brasilien           | 20,73    |
| 5     | Nil de Oliveira         | Schweden            | 20,97    |
| 6     | Alexander Kjutte        | Russland            | 21,46    |
| 7     | Yendountien Tiebekabe   | Togo                | 21,85    |
| DNS   | Hua Wilfried Koffi      | Elfenbeinküste      |          |

### Vorlauf 5

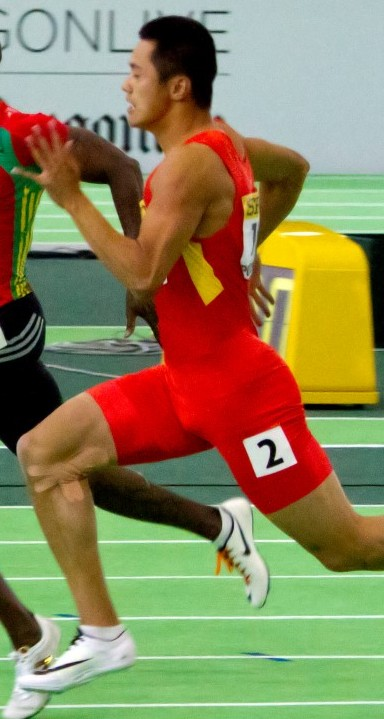
Xie Zhenye – ausgeschieden als Fünfter in 20,74 s
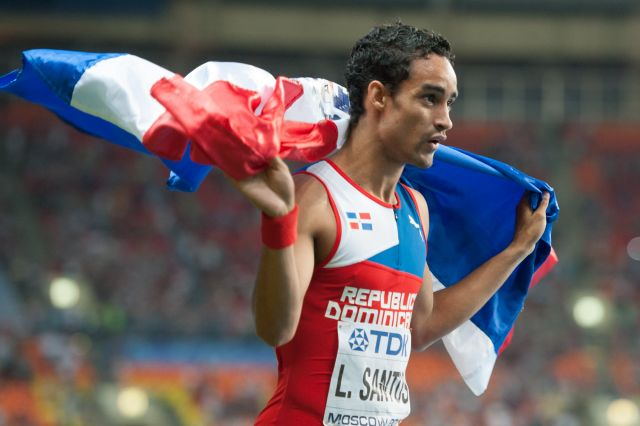
Luguelín Santos, hier nach dem Gewinn seiner Bronzemedaille über 400 Meter – ausgeschieden als Siebter in 21,13 s
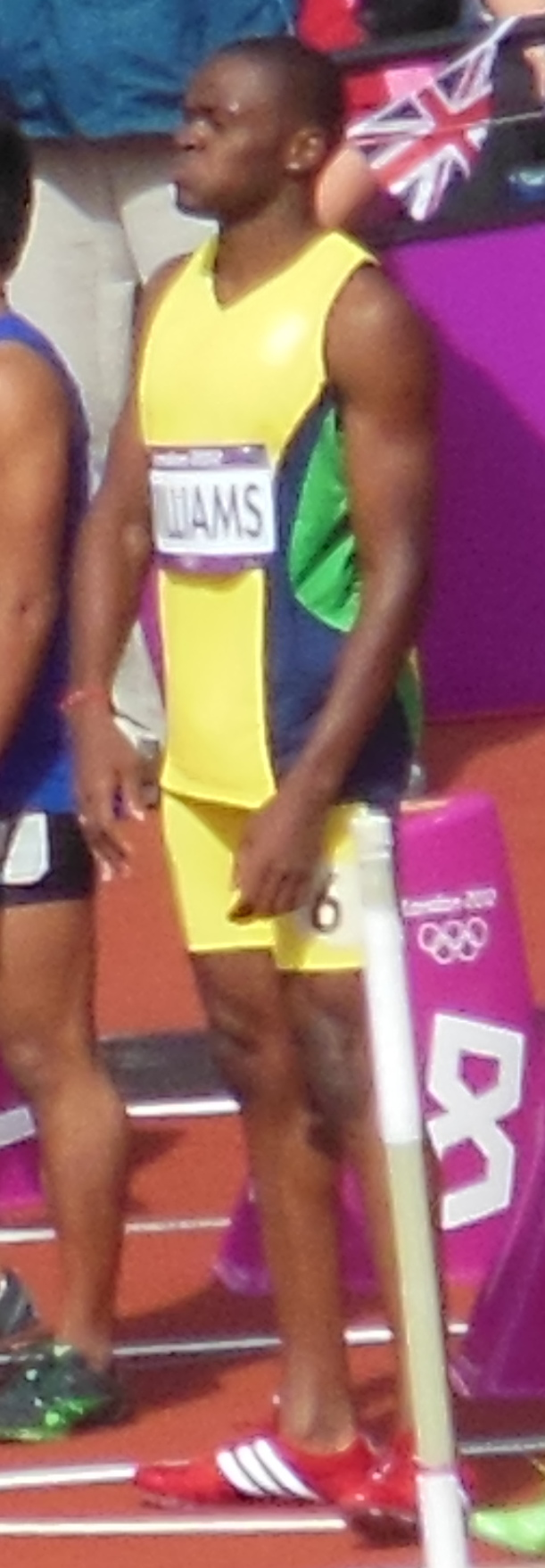
Courtney Carl Williams – ausgeschieden als Achter in 21,98 s

16. August 2013, 11:03 Uhr
Wind: −0,6 m/s
| Platz | Name              | Nation                         | Zeit (s) |
| ----- | ----------------- | ------------------------------ | -------- |
| 1     | James Ellington   | Großbritannien                 | 20,55    |
| 2     | Jason Livermore   | Jamaika                        | 20,59    |
| 3     | Wallace Spearmon  | USA                            | 20,59    |
| 4     | Karol Zalewski    | Polen                          | 20,60    |
| 5     | Xie Zhenye        | Volksrepublik China            | 20,74    |
| 6     | Rolando Palacios  | Honduras                       | 21,02    |
| 7     | Luguelín Santos   | Dominikanische Republik        | 21,13    |
| 8     | Courtney Williams | St. Vincent und die Grenadinen | 21,98    |

### Vorlauf 6

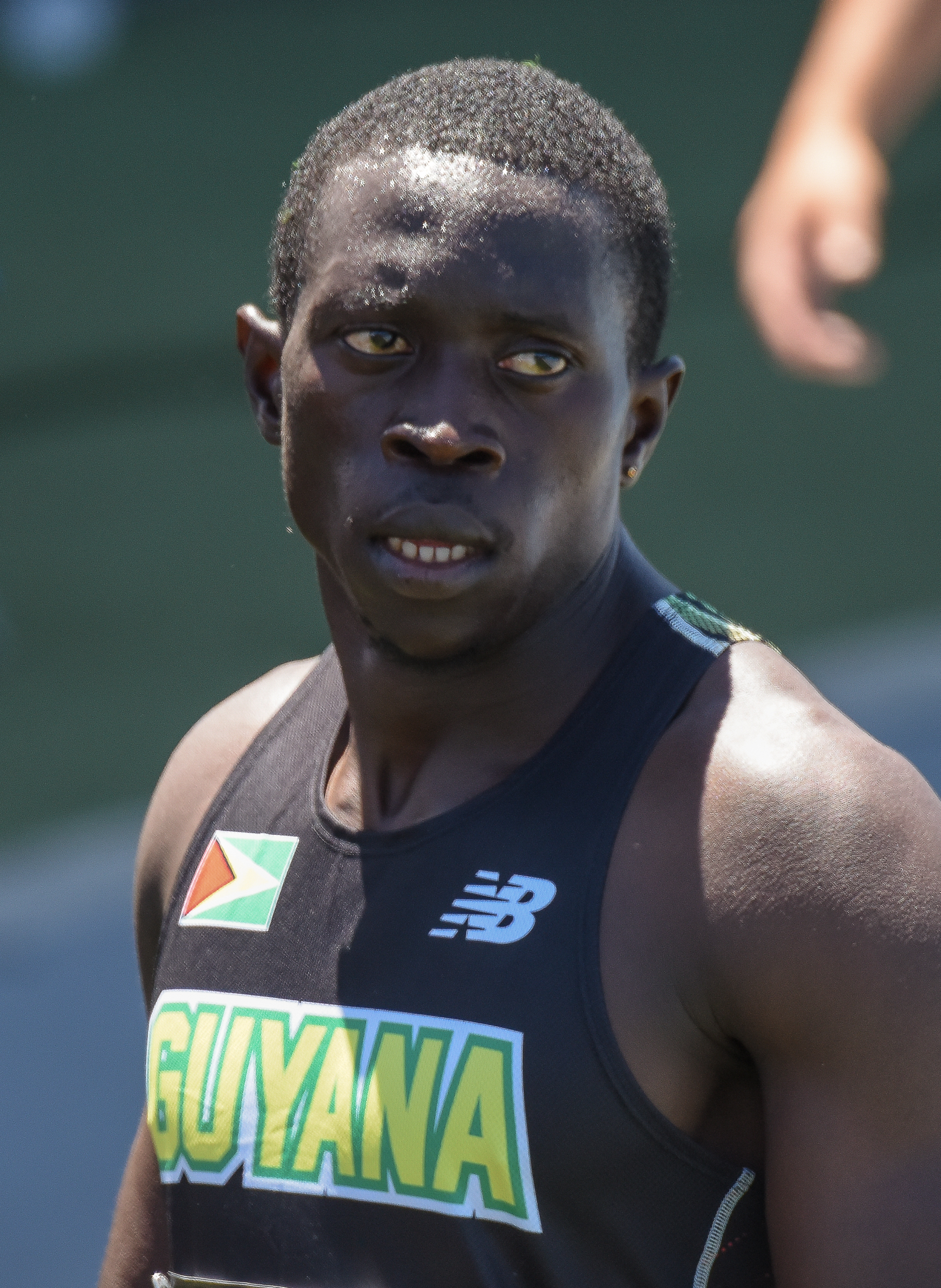
Winston George – ausgeschieden als Vierter in 20,88 s

16. August 2013, 11:10 Uhr
Wind: +0,2 m/s
| Platz | Name                     | Nation         | Zeit (s) |
| ----- | ------------------------ | -------------- | -------- |
| 1     | Adam Gemili              | Großbritannien | 20,17    |
| 2     | Isiah Young              | USA            | 20,70    |
| 3     | Shōta Iizuka             | Japan          | 20,71    |
| 4     | Winston George           | Guyana         | 20,88    |
| 5     | Sergio Ruiz              | Spanien        | 20,88    |
| 6     | Enrico Demonte           | Italien        | 21,13    |
| 7     | Ayman Mohamed Ahmed Said | Ägypten        | 22,27    |
| 8     | Jerai Torres             | Gibraltar      | 22,98    |

### Vorlauf 7

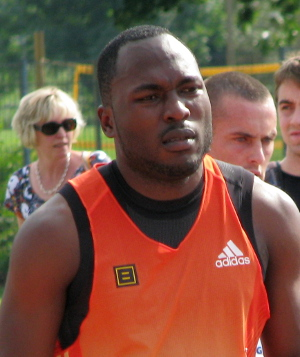
Alex Wilson – ausgeschieden als Fünfter in 21,11 s
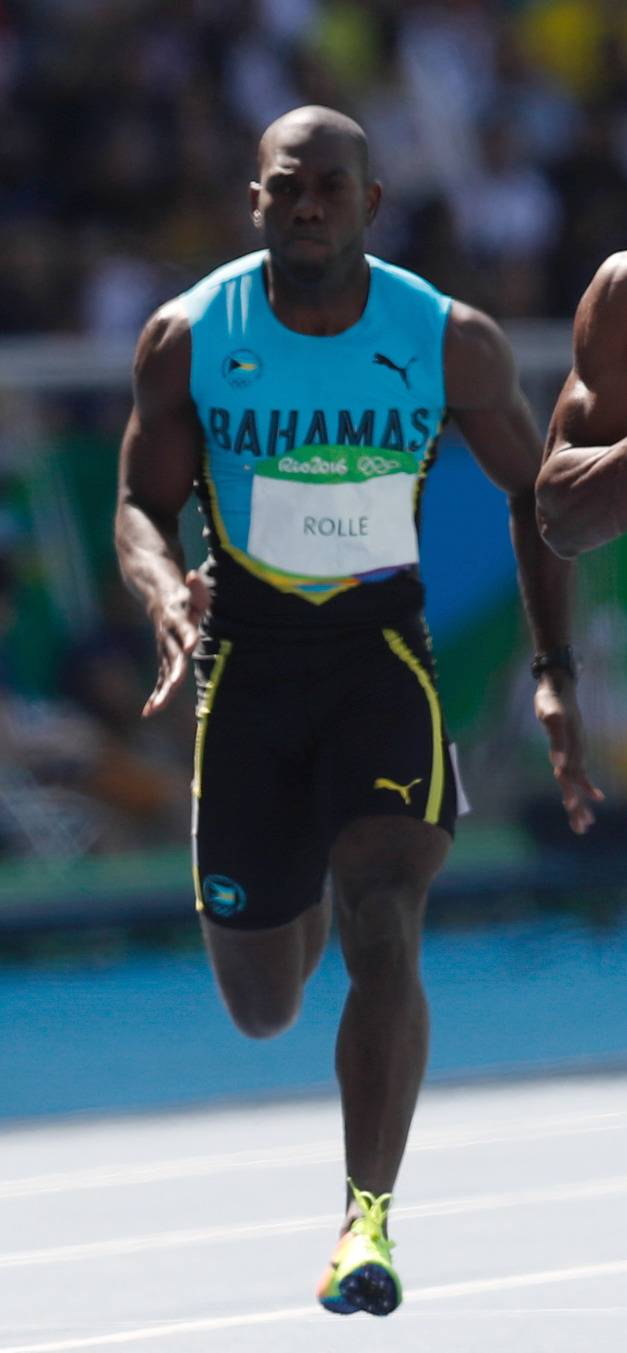
Jamial Rolle – ausgeschieden als Siebter in 21,40 s

16. August 2013, 11:17 Uhr
Wind: +0,2 m/s
| Platz | Name             | Nation              | Zeit (s) |
| ----- | ---------------- | ------------------- | -------- |
| 1     | Usain Bolt       | Jamaika             | 20,66    |
| 2     | Delanno Williams | Großbritannien      | 20,75    |
| 3     | Lalonde Gordon   | Trinidad und Tobago | 20,82    |
| 4     | Yuichi Kobayashi | Japan               | 20,97    |
| 5     | Alex Wilson      | Schweiz             | 21,11    |
| 6     | Jan Žumer        | Slowenien           | 21,35    |
| 7     | Jamial Rolle     | Bahamas             | 21,40    |
| 8     | Didier Kiki      | Benin               | 22,01    |

## Halbfinale
Aus den drei Halbfinalläufen qualifizierten sich die jeweils ersten beiden Athleten – hellblau unterlegt – sowie die darüber hinaus zwei zeitschnellsten Läufer – hellgrün unterlegt – für das Finale.

### Halbfinallauf 1
16. August 2013, 19:40 Uhr
Wind: ±0,0 m/s
| Platz | Name                | Nation              | Zeit (s) |
| ----- | ------------------- | ------------------- | -------- |
| 1     | Curtis Mitchell     | USA                 | 19,97    |
| 2     | Warren Weir         | Jamaika             | 20,20    |
| 3     | Jaysuma Saidy Ndure | Norwegen            | 20,33    |
| 4     | Jimmy Vicaut        | Frankreich          | 20,51    |
| 5     | Bruno Hortelano     | Spanien             | 20,55    |
| 6     | Álex Quiñónez       | Ecuador             | 20,55    |
| 7     | Delanno Williams    | Großbritannien      | 20,61    |
| 8     | Lalonde Gordon      | Trinidad und Tobago | 21,14    |

Im ersten Halbfinale ausgeschiedene Sprinter:

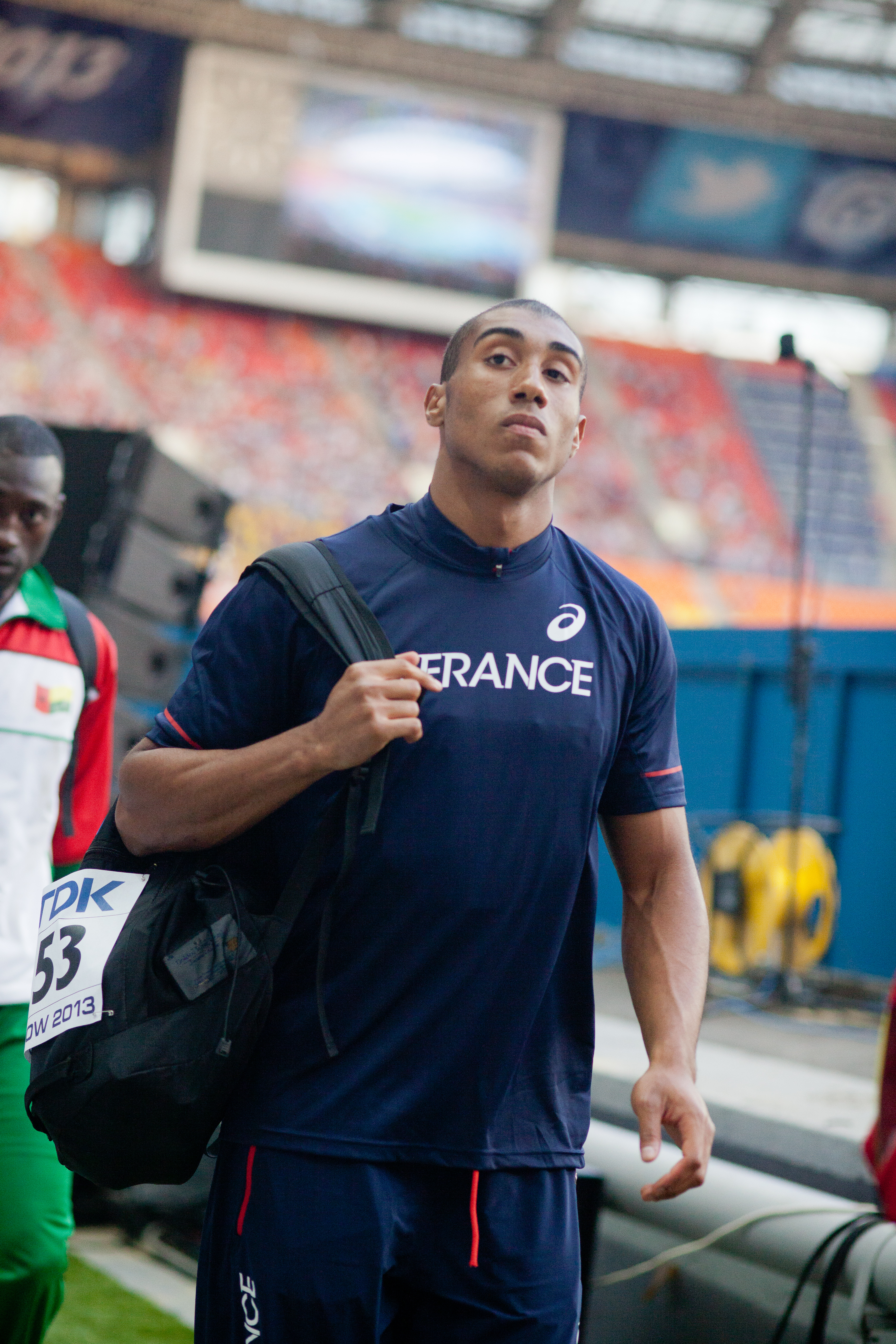
Jimmy Vicaut Rang vier in 20,51 s
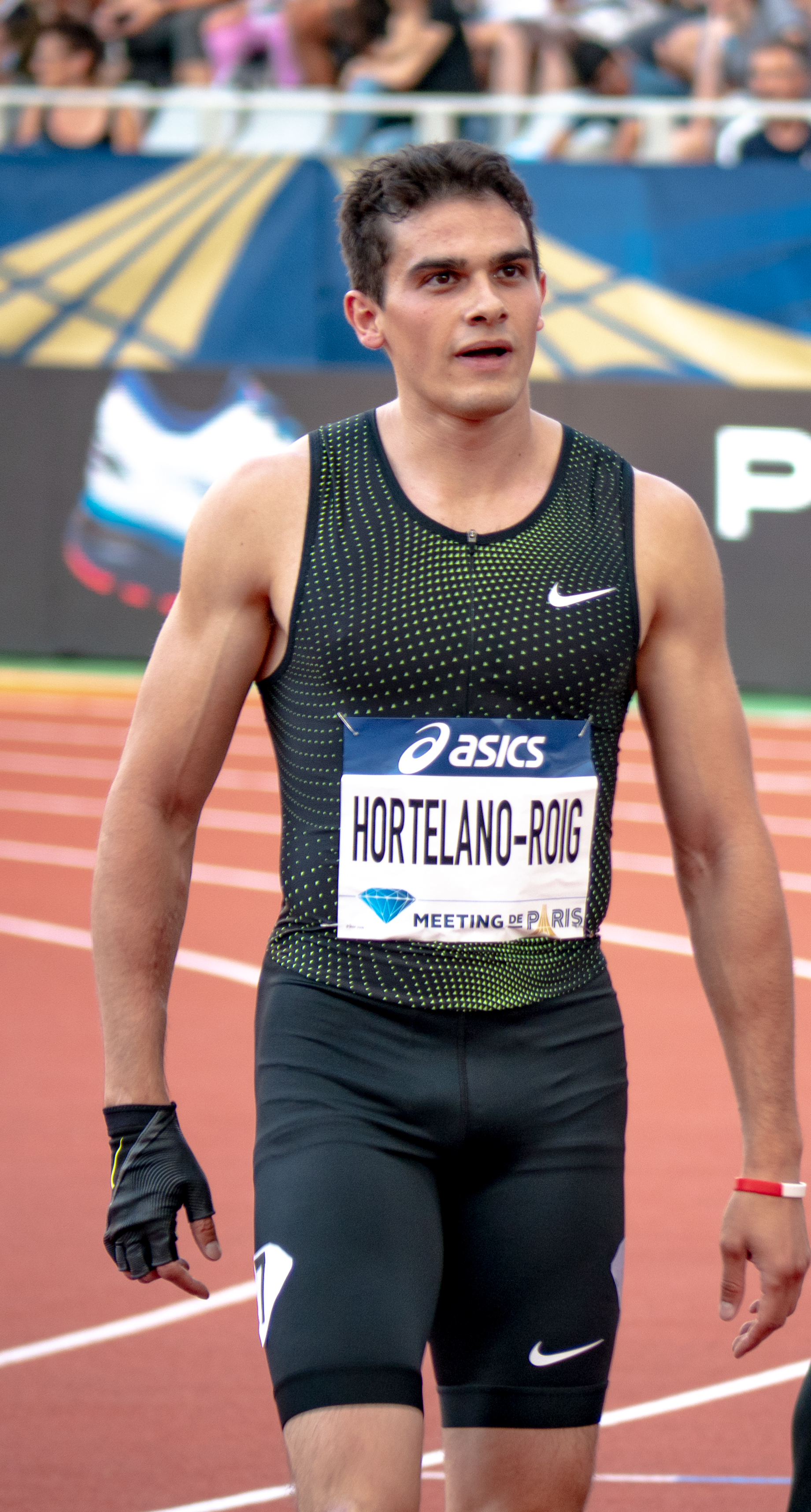
Bruno Hortelano – Rang fünf in 20,55 s (im Vorlauf mit 20,47 s spanischen Landesrekord erzielt)
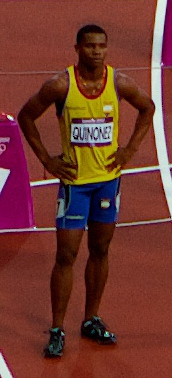
Álex Quiñónez Rang sechs in 20,55 s
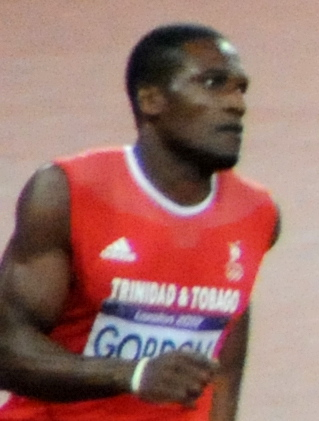
Lalonde Gordon Rang acht in 21,14 s

### Halbfinallauf 2
16. August 2013, 19:48 Uhr
Wind: ±0,0 m/s
| Platz | Name            | Nation              | Zeit (s) |
| ----- | --------------- | ------------------- | -------- |
| 1     | Usain Bolt      | Jamaika             | 20,12    |
| 2     | Anaso Jobodwana | Südafrika           | 20,13    |
| 3     | Isiah Young     | USA                 | 20,36    |
| 4     | James Ellington | Großbritannien      | 20,44    |
| 5     | Jason Livermore | Jamaika             | 20,46    |
| 6     | Antoine Adams   | St. Kitts und Nevis | 20,47    |
| 7     | Shōta Iizuka    | Japan               | 20,61    |
| 8     | Karol Zalewski  | Polen               | 20,66    |

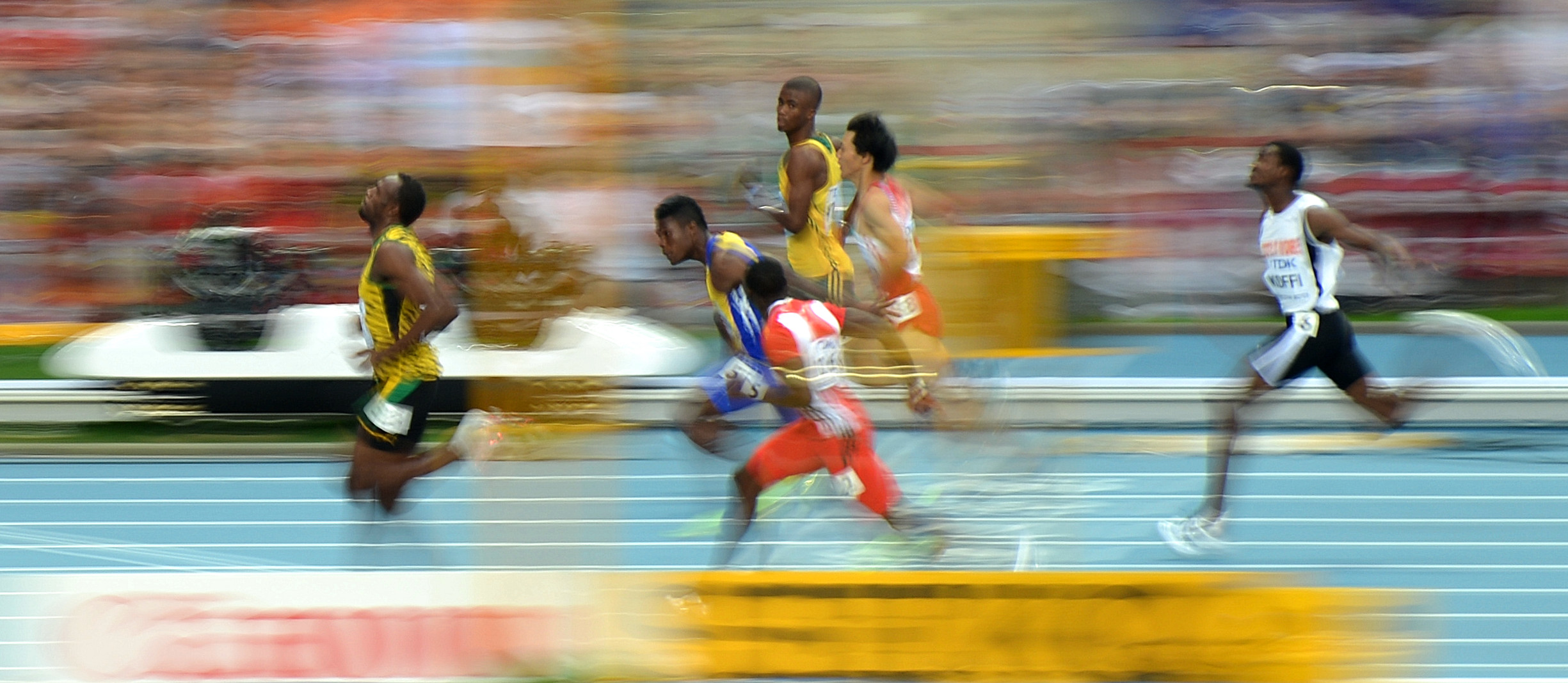
Zieleinlauf des zweiten Halbfinales

Im zweiten Halbfinale ausgeschiedene Sprinter:

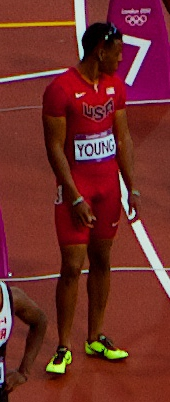
Isiah Young Rang drei in 20,36 s
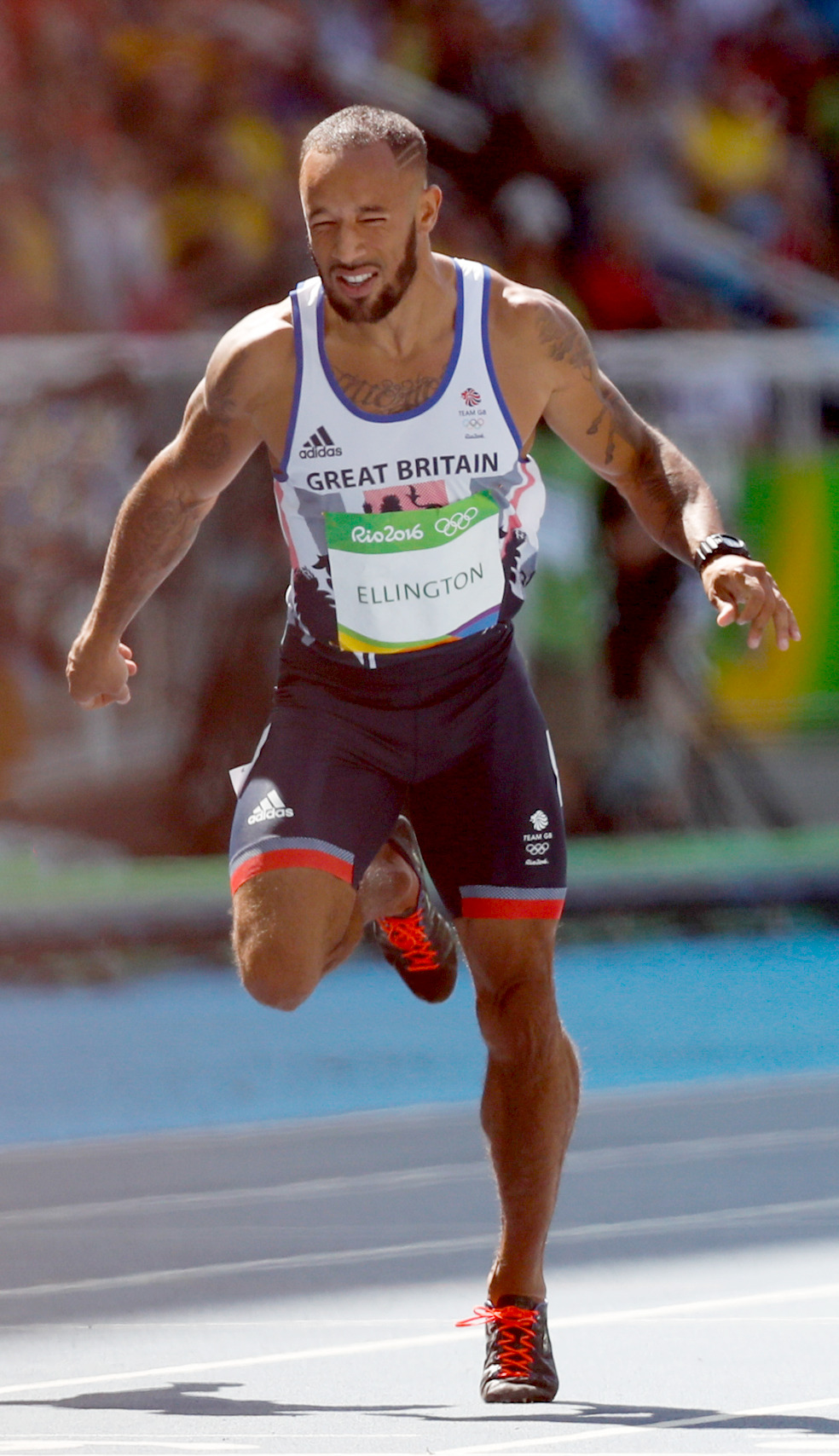
James Ellington Rang vier in 20,44 s
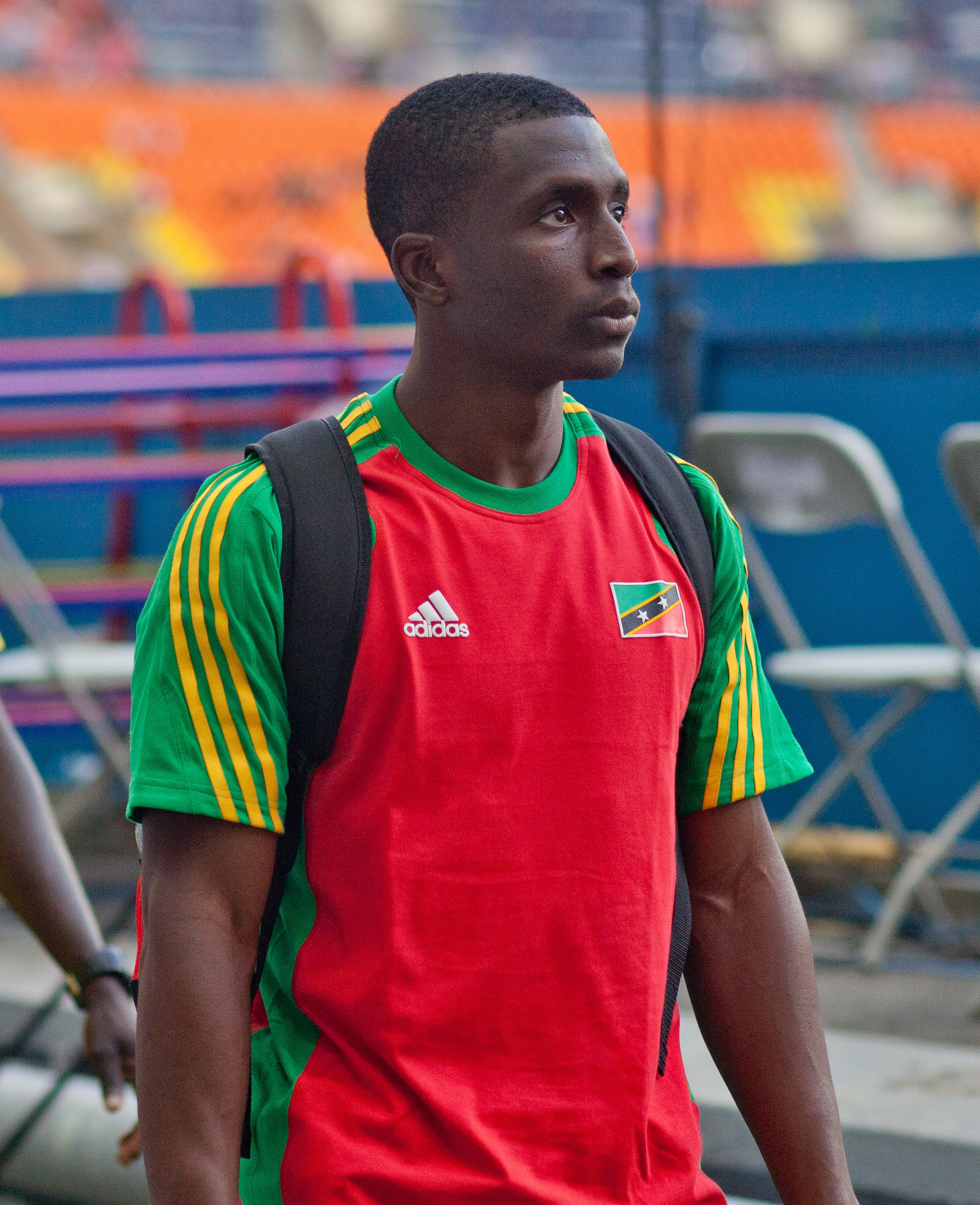
Antoine Adams Rang sechs in 20,47 s
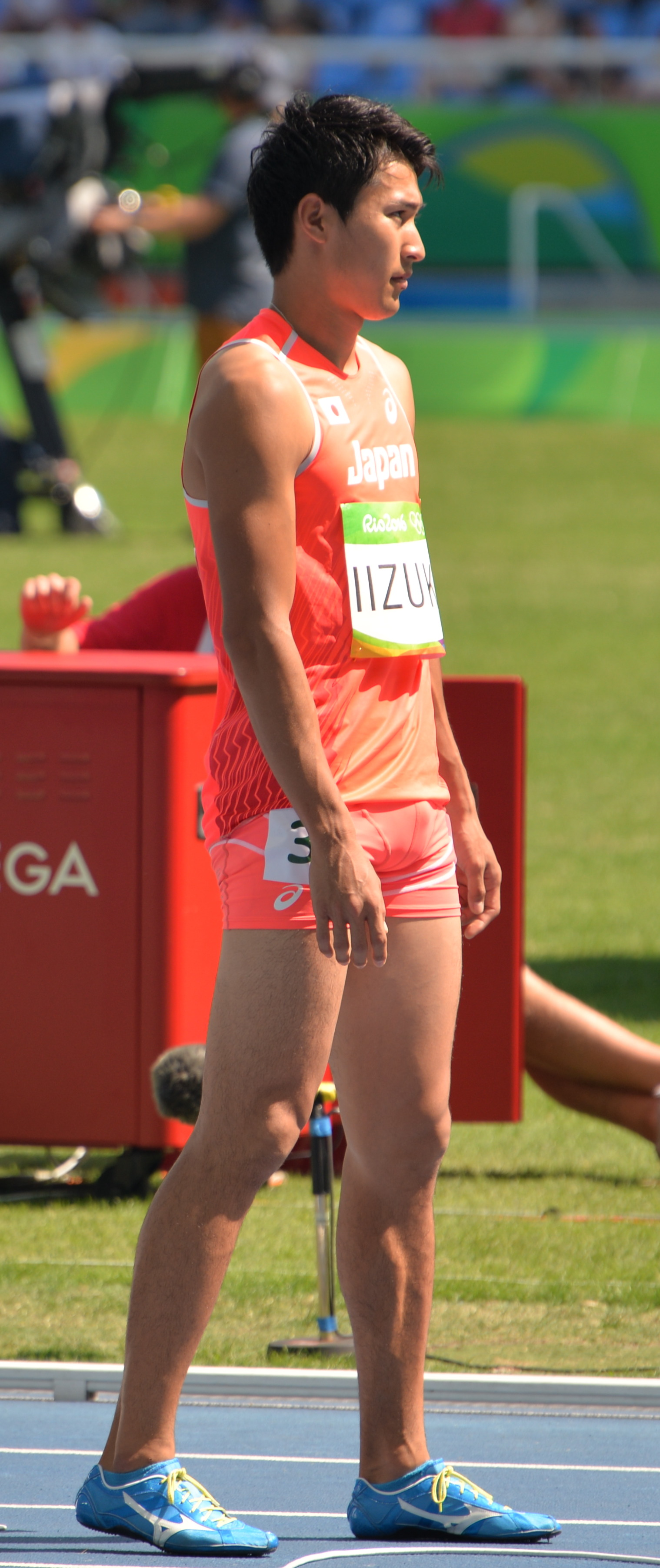
Shōta Iizuka Rang sieben in 20,61 s
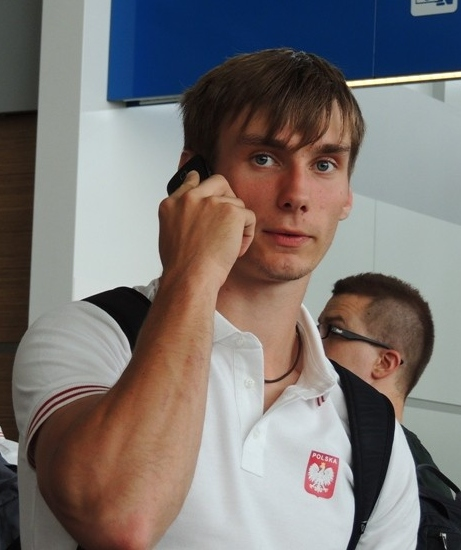
Karol Zalewski Rang acht in 20,66 s

### Halbfinallauf 3

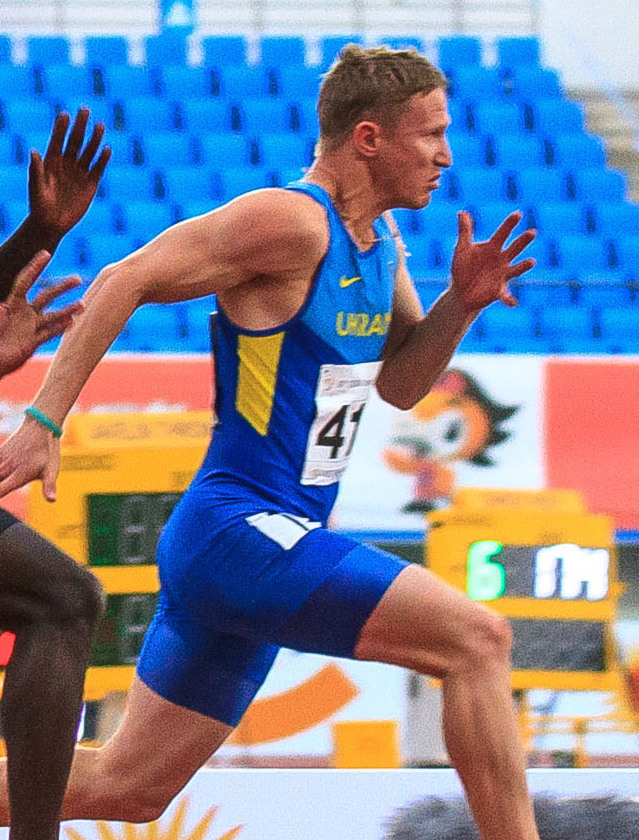
Serhij Smelyk – ausgeschieden als Vierter in 20,42 s
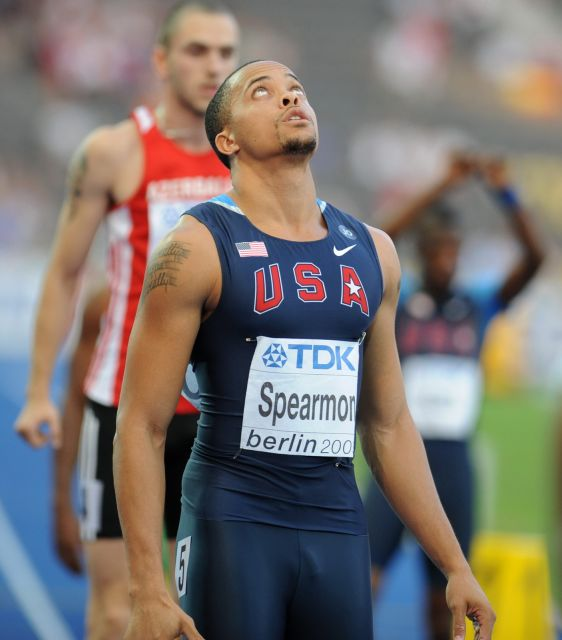
Wallace Spearmon, 2005 Vizeweltmeister und (2007/2009) jeweils WM-Dritter – ausgeschieden als Sechster in 20,66 s
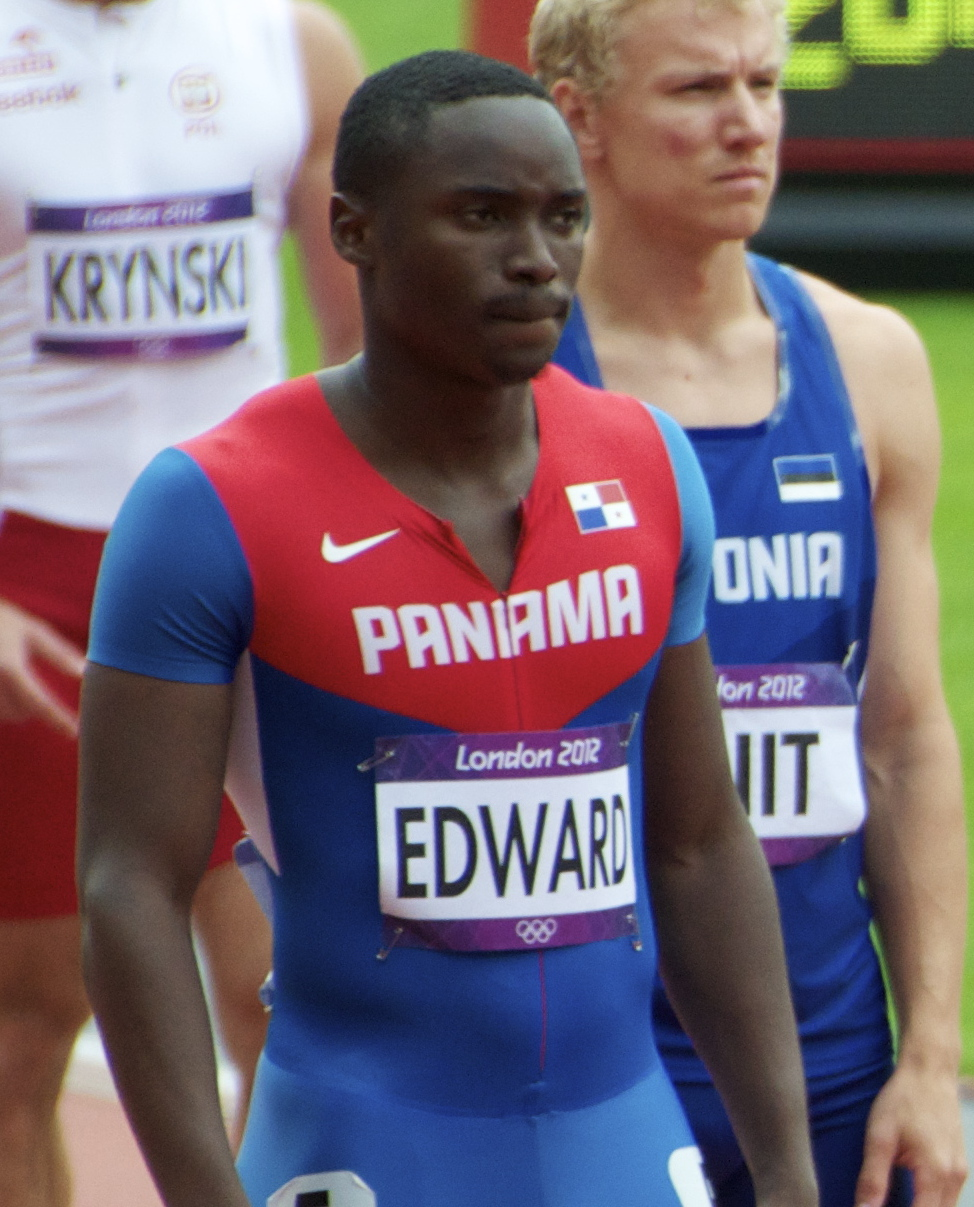
Alonso Edward – ausgeschieden als Siebter in 20,67 s

16. August 2013, 19:56 Uhr
Wind: −0,3 m/s
| Platz | Name                        | Nation         | Zeit (s) |
| ----- | --------------------------- | -------------- | -------- |
| 1     | Adam Gemili                 | Großbritannien | 19,98    |
| 2     | Nickel Ashmeade             | Jamaika        | 20,00    |
| 3     | Churandy Martina            | Niederlande    | 20,13    |
| 4     | Serhij Smelyk               | Ukraine        | 20,42    |
| 5     | Lykourgos-Stefanos Tsakonas | Griechenland   | 20,56    |
| 6     | Wallace Spearmon            | USA            | 20,66    |
| 7     | Alonso Edward               | Panama         | 20,67    |
| 8     | Mosito Lehata               | Lesotho        | 20,68    |

## Finale

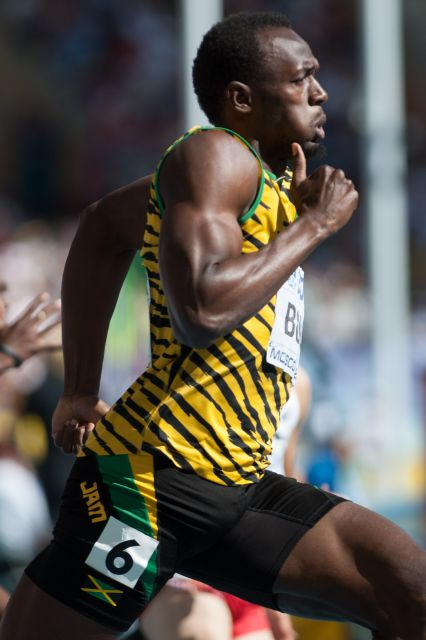
Favoritensieg für den besten Sprinter seiner Zeit Usain Bolt

17. August 2013, 20:10 Uhr
Wind: −0,3 m/s
| Platz | Name                | Nation         | Zeit (s) |
| ----- | ------------------- | -------------- | -------- |
| 1     | Usain Bolt          | Jamaika        | 19,66 WL |
| 2     | Warren Weir         | Jamaika        | 19,79    |
| 3     | Curtis Mitchell     | USA            | 20,04    |
| 4     | Nickel Ashmeade     | Jamaika        | 20,05    |
| 5     | Adam Gemili         | Großbritannien | 20,08    |
| 6     | Anaso Jobodwana     | Südafrika      | 20,14    |
| 7     | Churandy Martina    | Niederlande    | 20,35    |
| 8     | Jaysuma Saidy Ndure | Norwegen       | 20,37    |

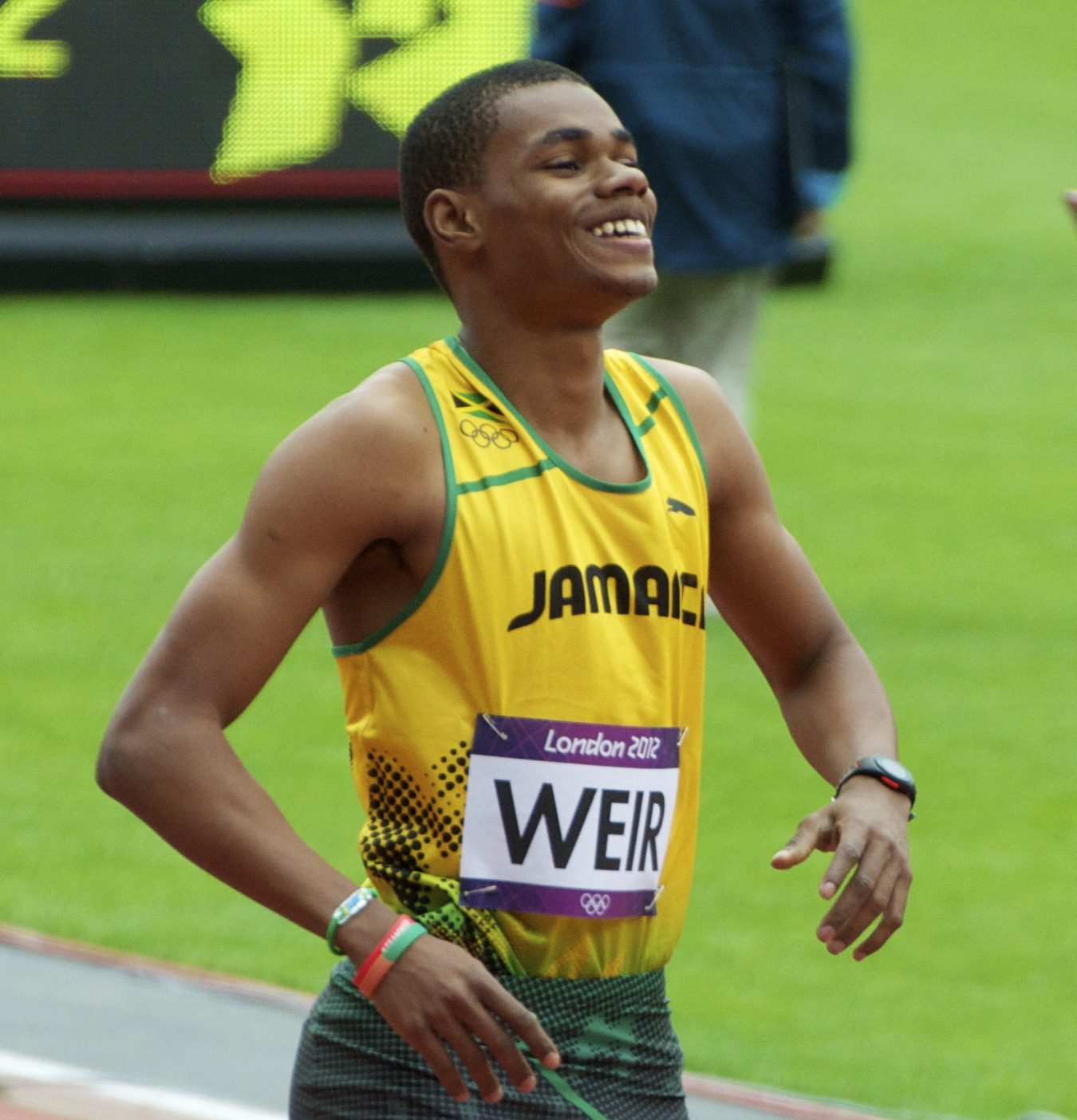
Vizeweltmeister Warren Weir
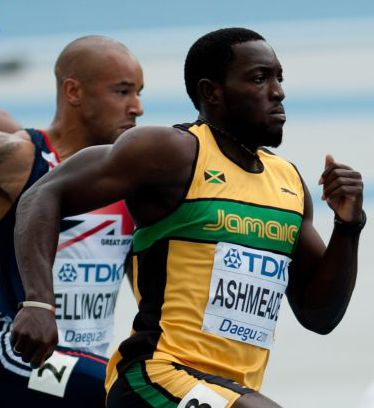
Nickel Ashmeade erreichte Platz vier
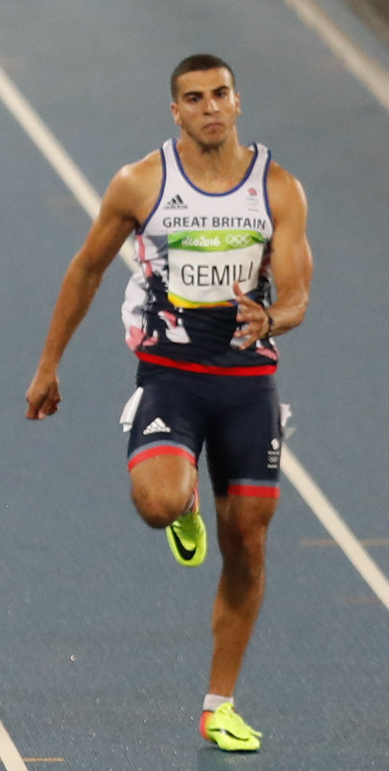
Der fünftplatzierte Adam Gemili
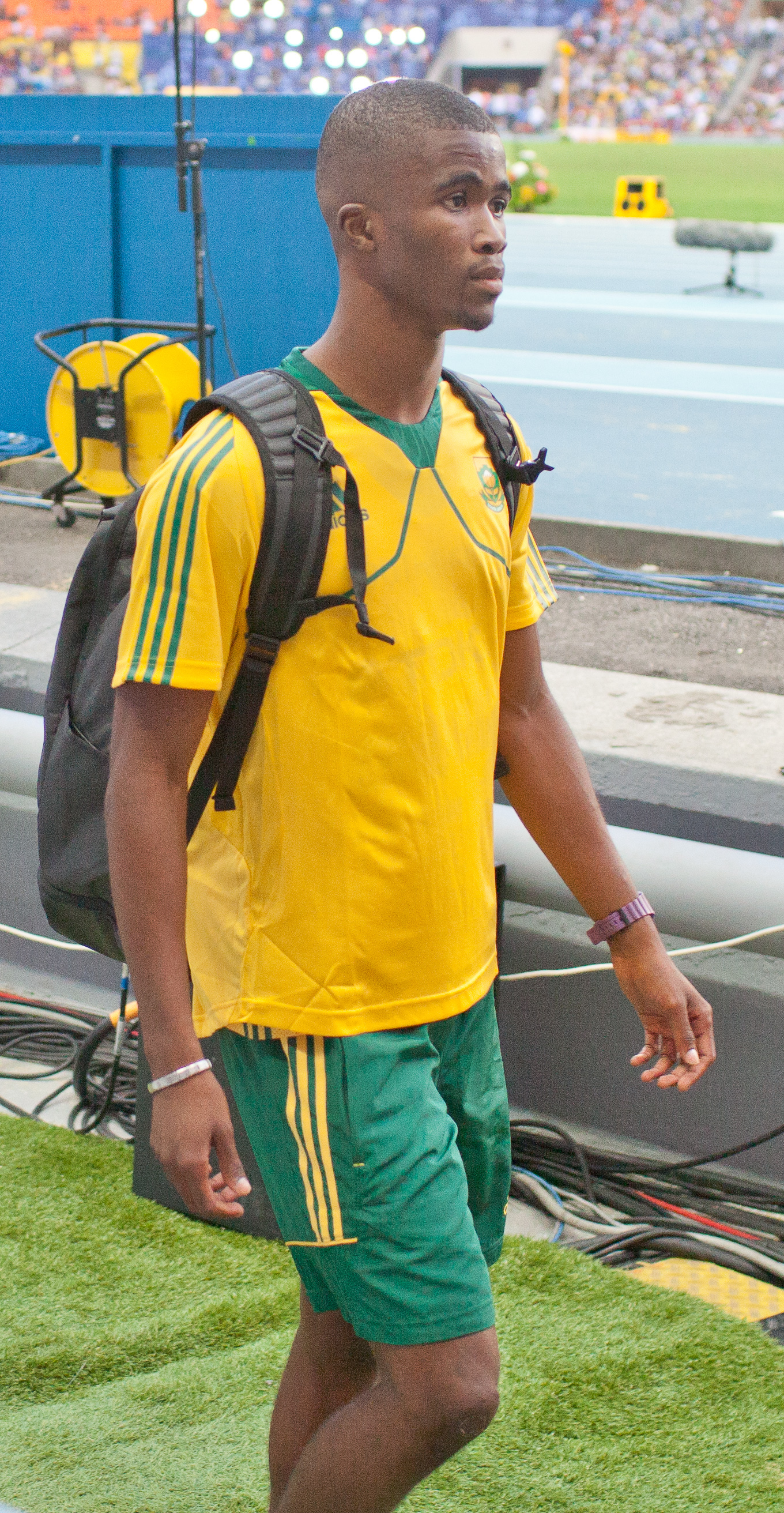
Anaso Jobodwana belegte Rang sechs
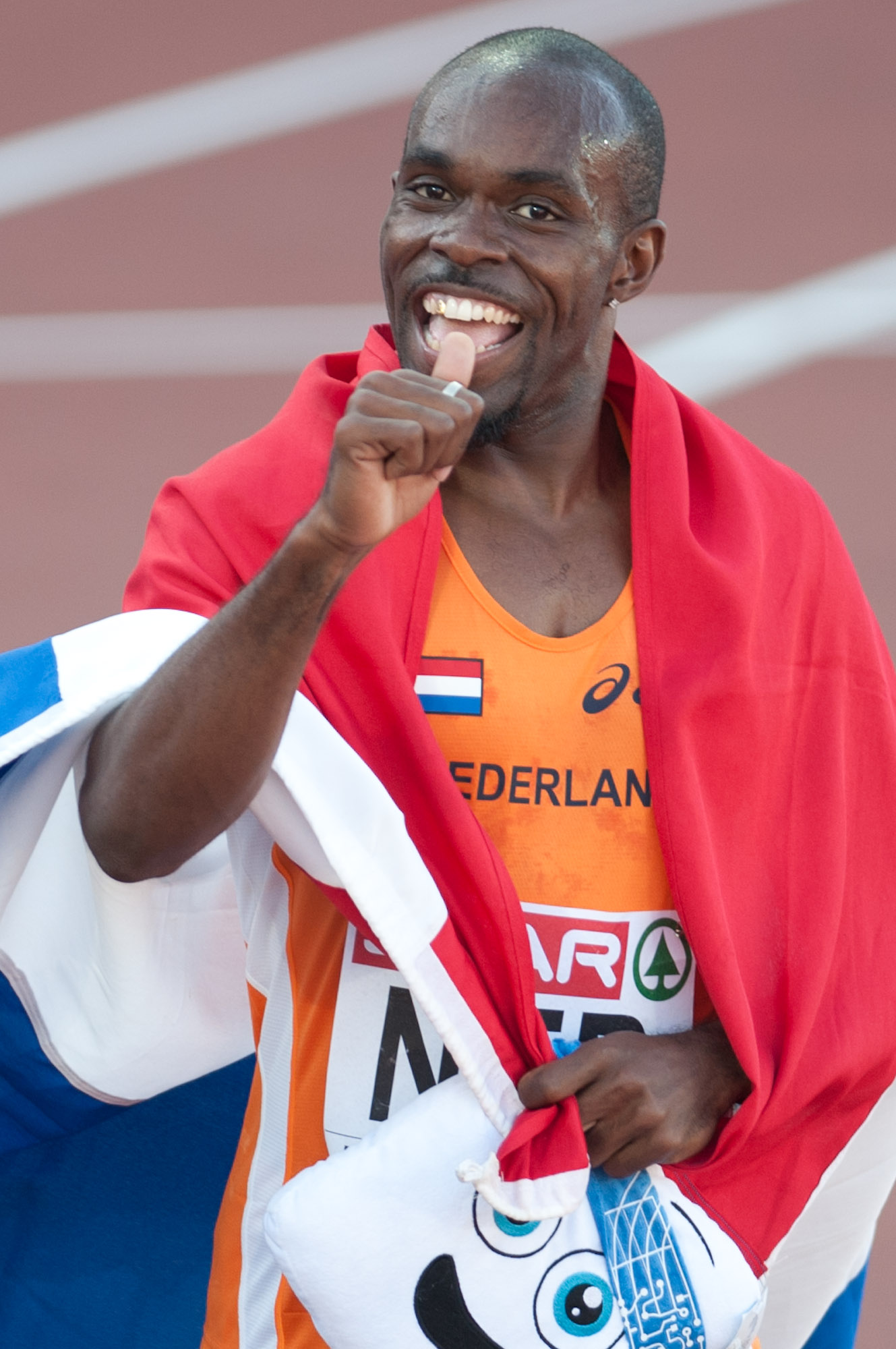
Churandy Martina – über 100 Meter im Halbfinale ausgeschieden, über 200 Meter auf Platz sieben
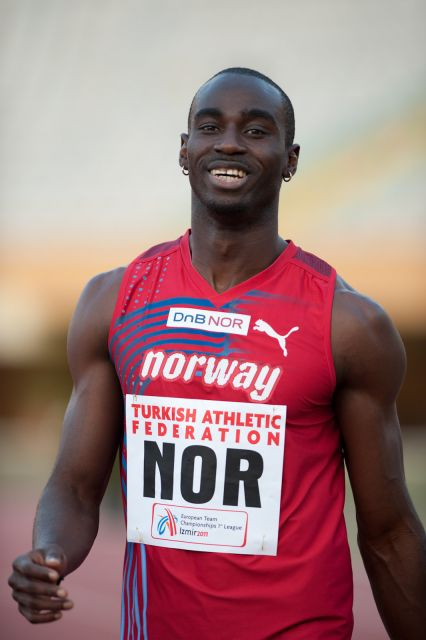
Rang acht für Jaysuma Saidy Ndure

## Video
- Men's 200m Final, IAAF World Championships Moscow 2013, youtube.com, abgerufen am 16. Januar 2021